# Alèxicles
Alèxicles (grec antic: Ἀλεξικλῆς, llatí: Alexicles) fou un general atenenc que pertanyia a la facció oligàrquica. Després de la revolució del 411 aC que va enderrocar l'oligarquia, Alèxicles i els seus amics van sortir de la ciutat i es van refugiar a la fortalesa espartana de Decèlia a l'Àtica, però aviat va ser fet presoner al Pireu i sentenciat a mort per la seva participació en la inculpació a Frínic, segons diu Tucídides.